# Dolf Zenzen
Julius Adolf „Dolf“ Zenzen (* 3. Oktober 1909 in Düsseldorf, Deutsches Reich; † Mitte Oktober 2003 in München) war ein deutscher Schauspieler bei Bühne und Film und ein Künstleragent.

## Leben und Wirken
Der Sohn des Fabrikdirektors Heinrich Zenzen besuchte nach dem Gymnasium eine Technische Hochschule und anschließend die Max-Reinhardt-Schule in Berlin, um sich dort zum Schauspieler ausbilden zu lassen. Ein weiterer Schauspiellehrer war Veit Harlan. Seinen Bühneneinstand gab Dolf Zenzen 1932 am Hagener Stadttheater. Es folgten Verpflichtungen an Spielstätten in Magdeburg (1933–35), Berlin (1935/36), München (1936/37), Dresden (1937/38) und an das Deutsche Theater in Riga (1938/39), ehe Zenzen in der Saison 1939/40, also unmittelbar vor Ausbruch des Zweiten Weltkriegs, einem Ruf an die Städtischen Bühnen in München folgte. Hier blieb er die kommenden vier Jahre und wirkte zur selben Zeit mit einigen kleinen Rollen in Filmen mit. 1943/44 gehörte er dem Ensemble Berliner Künstlerbühnen an, 1944/45 war Dolf Zenzen eingezogen.
Nach dem Krieg kehrte der Schauspieler in die bayerische Landeshauptstadt zurück und nahm die Theater- wie auch die Filmarbeit wieder auf. Man sah ihn aber auch in Kabarettveranstaltungen. 1950 gründete Zenzen eine kleine eigene Produktionsfirma, die Pegasus-Filmgesellschaft. Nach 1953 trat er kaum mehr vor die Kamera und geriet auch als Bühnenmime weitgehend in Vergessenheit. Hin und wieder führte der nunmehr freischaffende und gastierende Künstler auch Bühnenregie. Dolf Zenzen blieb bis zu seinem Tode München, wo er seit 1947 eine Künstleragentur betrieb, verbunden. Er war von April 1945 bis 1962 mit der Schauspielkollegin Fee von Reichlin verheiratet, die er um ein Jahr überlebte. Inge(borg) Löscher war Zenzens zweite Ehefrau. Der Schauspieler starb kurz nach seinem 94. Geburtstag.

## Filmografie (komplett)
- 1936: Die Stimme des Herzens
- 1937: So weit geht die Liebe nicht
- 1940: Golowin geht durch die Stadt
- 1940: Feinde
- 1941: Alarmstufe V
- 1941: Geheimakte WB 1
- 1949: Das Geheimnis der roten Katze
- 1949: Hallo Fräulein!
- 1949: Wer bist du, den ich liebe?
- 1952: Die schöne Tölzerin
- 1953: Lachkabinett (nur Co-Produktionsleitung)
- 1988: Das andere Ufer (Kurzfilm)